# Covadonga

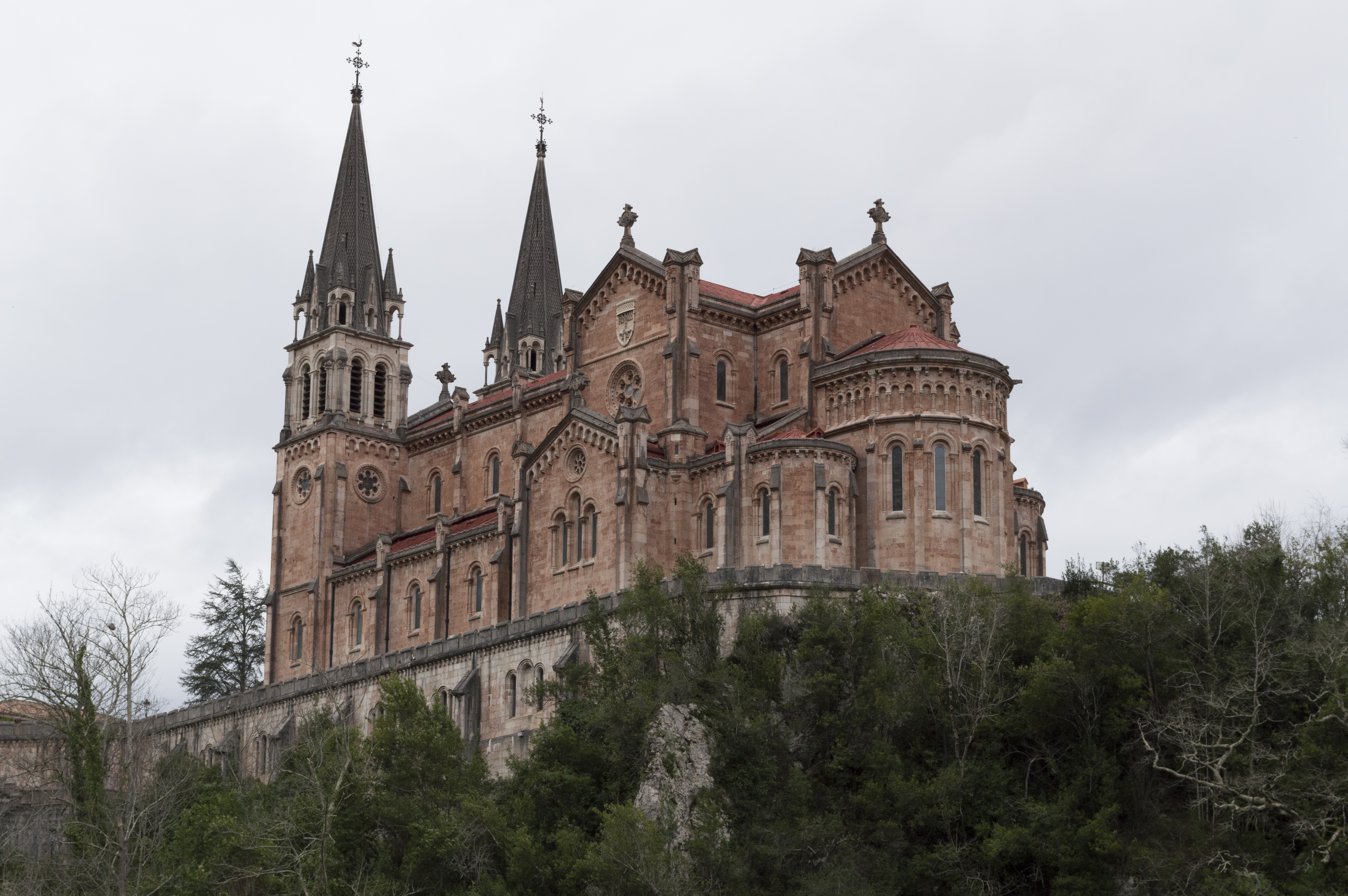
Basílica de Santa María la Real de Covadonga.

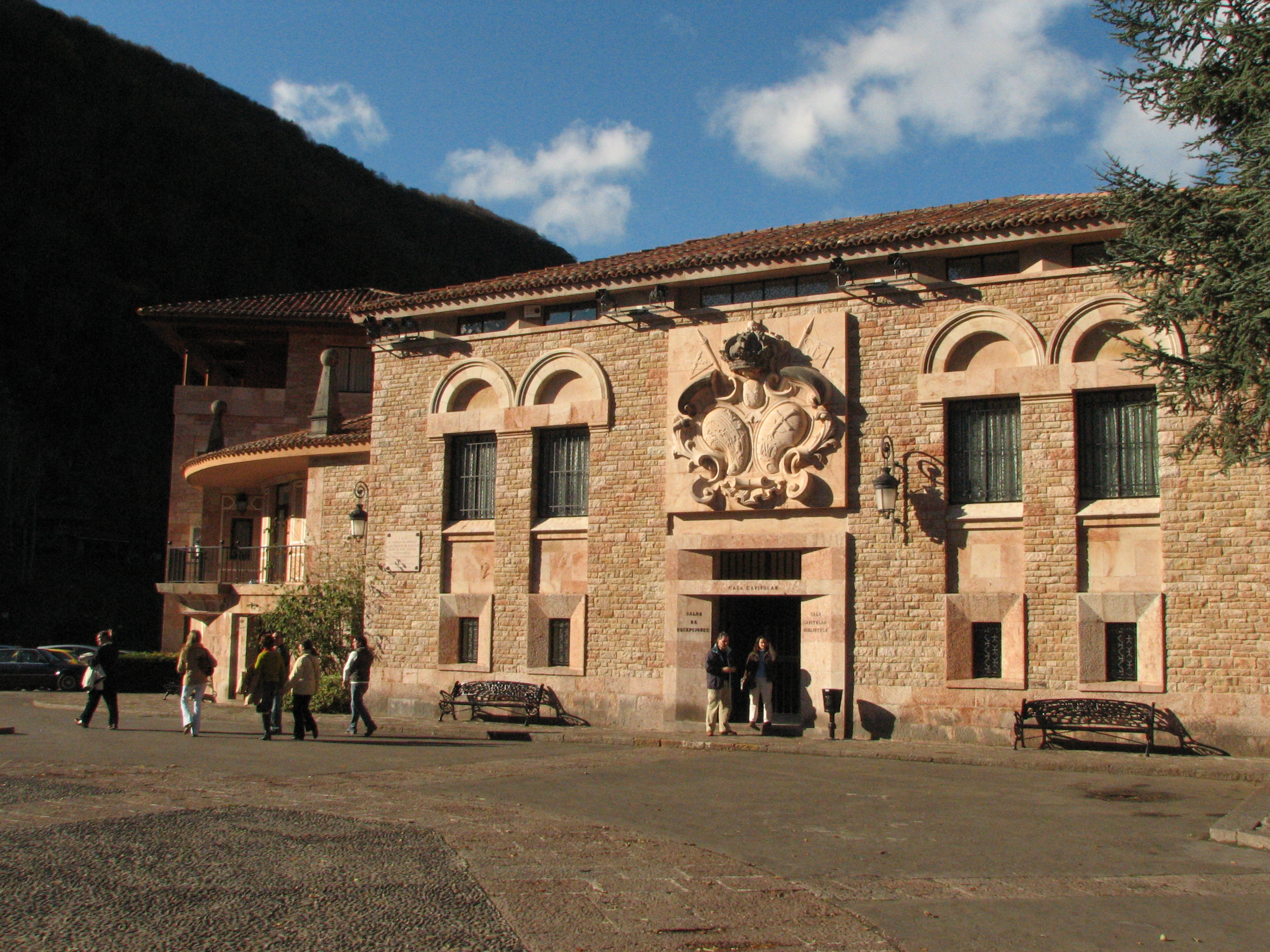
Casa capitular.

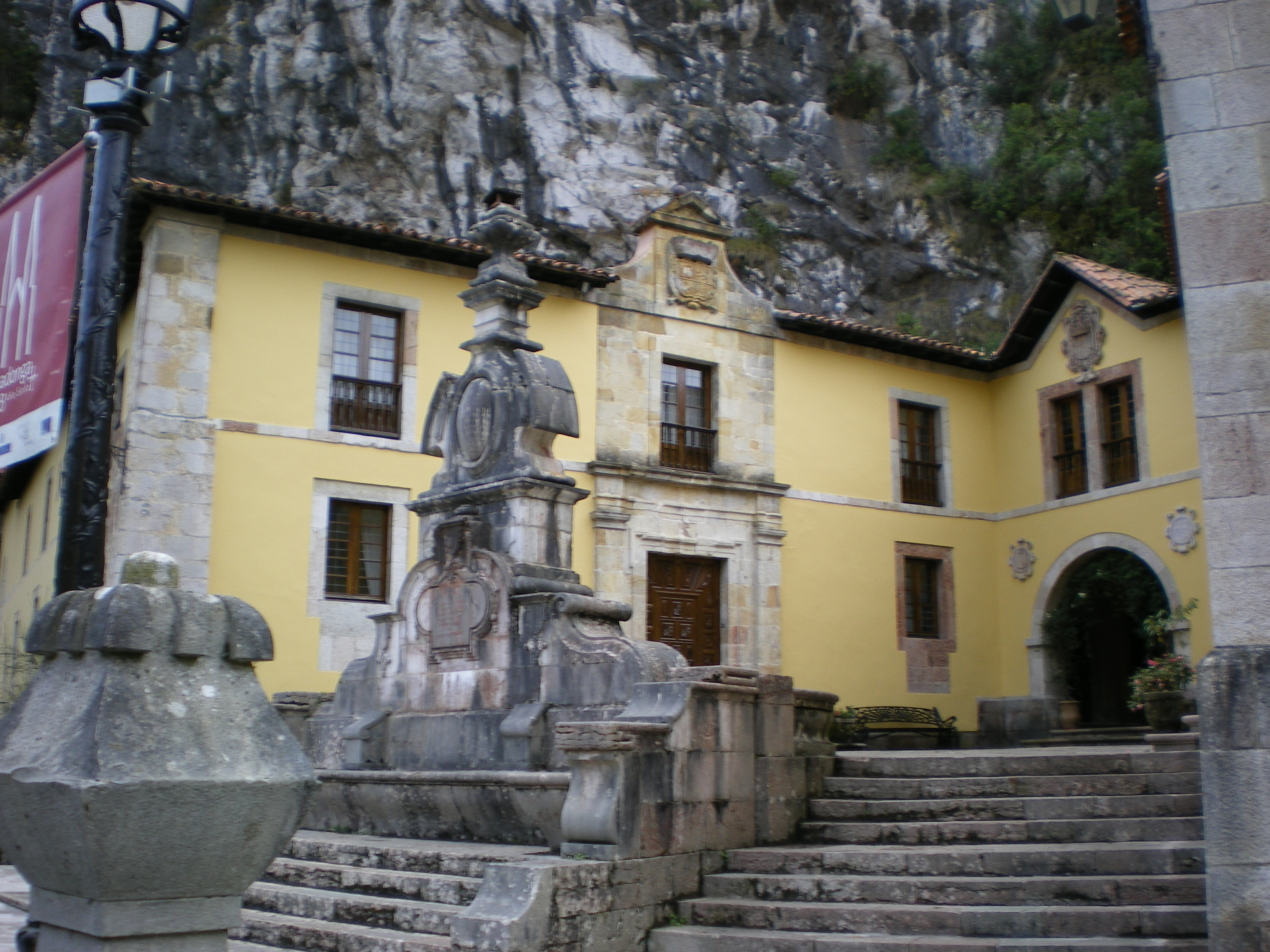
Colegiata.

Covadonga (en asturiano: Cuadonga y oficialmente Cuadonga/Covadonga) es una parroquia del concejo de Cangas de Onís, en el Principado de Asturias (España), así como la única población, con la categoría de lugar, de dicha parroquia.
En esta parroquia se encuentra el Real Sitio de Covadonga, santuario cristiano que posee el conjunto monumental más visitado de Asturias.

## Etimología
Hay dos hipótesis sobre el origen del topónimo «Covadonga»:
- La primera indica que deriva del término en latín vulgar cova dominica, cueva de Nuestra Señora.[4]
- La segunda señala que deriva del término Cova d'onnica, que quiere decir «la fuente de la cueva». La palabra *onnika, 'fuente', se origina en el celta *onna 'río' (en la zona abundan los hidrónimos como Güeña < *onna, Isongo < *Isonniko, 'fuente del río Is', Triongo < *Trionniko, 'tres fuentes', Candongo < *Kandonniko, 'fuente clara', etc.).

## Santa Cueva de Covadonga
El elemento central del Santuario es la Santa Cueva, donde se encuentra la Capilla-Sagrario con la imagen de la Virgen de Covadonga y la tumba de Don Pelayo. Según la tradición, en este lugar se habrían refugiado don Pelayo y sus hombres durante la Batalla de Covadonga.

## Basílica de Santa María la Real de Covadonga
Cerca de la Santa Cueva y el conjunto monacal se alza la Basílica de Santa María la Real de Covadonga. Ideada por Roberto Frassinelli y levantada entre 1877 y 1901 por el arquitecto Federico Aparici y Soriano, de estilo neorrománico construida íntegramente en piedra caliza rosa.

## Casa Capitular del Monasterio de San Pedro
Junto a la basílica se encuentra la Casa Capitular del Monasterio de San Pedro, que incluye sala capitular, biblioteca y salón de recepciones.

## Escolanía de Covadonga
Uno de los siguientes edificios alberga la Escolanía de Covadonga, que es una escolanía que participa en las celebraciones litúrgicas venerando a la Virgen de Covadonga. Estos niños se forman académica y musicalmente en un internado de las Carmelitas Mensajeras del Espíritu Santo. En una parte del edificio de la Escolanía se encuentra el Museo del Real Sitio de Covadonga.

## Casa Diocesana de Ejercicios Espirituales de Covadonga
Cerca de la Santa Cueva, formando conjunto con el Claustro y la Real Colegiata de San Fernando, se encuentra la Casa de Ejercicios, que consta de 29 habitaciones, atendida por las Hijas de Santa María del Corazón de Jesús.

## Obras ornamentales

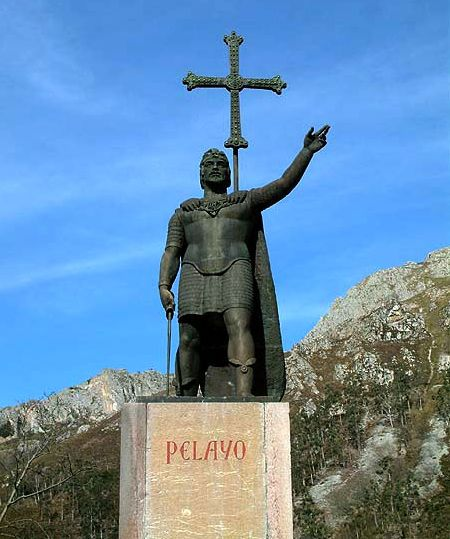
Estatua de don Pelayo en Covadonga (Asturias, España), escultura de Gerardo Zaragoza (1965).

### Estatua de don Pelayo
Al lado de la basílica se encuentra una estatua de Don Pelayo hecha en bronce por el escultor Gerardo Zaragoza en 1964.

### La Campanona
Situada cerca de la entrada a la Santa Cueva por la gruta, su expone una campana de tres metros de altura y 4.000 kilos de peso conocida como la campanona. Su escultor fue el italiano Francesco Saverio Sortini y fue fundida en 1889 en los Talleres del Conde. En su decoración se representan escenas de la divina comedia. Fue propiedad del Conde de Sizzo-Noris y de Luis González Herrero. Se presentó en la Exposición Universal de 1900 donde obtuvo Mención de Honor y medalla de oro, y fue donada al Cabildo de la Real Colegiata de Covadonga por expreso deseo del hermano de este último, José González Herrero, en memoria de sus padres.

### Los Leones
Flanqueando la entrada al Real Sitio hay dos esculturas de leones realizadas en mármol de Carrara que imitan los del monumento funerario del Papa Clemente XIII en la Basílica de San Pedro. Anteriormente se encontraban en los jardines del Parque del Pasatiempo en Betanzos y fueron comprados por 500.000 pesetas de la época a los herederos de Juan García Naveira y colocados en 1964 como remate a las obras de la explanada bajo la Santa Cueva, a ambos lados de la carretera

### El obelisco
En la parte más baja de Covadonga, en “El Campo de Jura”, conocido actualmente como “El Repelao”, en la puerta de entrada e inicio al Parque Natural de los Picos de Europa, donde la tradición dice que don Pelayo fue coronado rey, se encuentra un obelisco de piedra caliza rosada. Fue erigido en 1857 por los duques de Montpensier y lleva la siguiente inscripción:

EN ESTE CAMPO DEL RE-PELAO DESPUÉS DE LA VICTORIA DE COVADONGA ANUNCIADA POR LA APARICIÓN DE LA SANTA CRUZ FUE PROCLAMADO REY D. PELAYO 
LOS SEÑORES INFANTES DE ESPAÑA DUQUES DE MONTPENSIER EN SU VIAJE A ASTURIAS Y VISITA A COVADONGA EL DÍA 14 DE JUNIO DE 1857 MANDARON ERIGIR A SUS ESPENSAS ESTE OBELISCO

## Monarcas enterrados en Covadonga
En la Santa Cueva se hallan los sepulcros de los reyes de Asturias Don Pelayo, con su esposa Gaudiosa, y su yerno, Alfonso I el Católico, con Ermesinda.

## Entorno natural
El 22 de julio de 1918, con motivo del 12.º centenario de la batalla de Covadonga, se crea el Parque nacional de la Montaña de Covadonga, primer parque nacional de España, que con su ampliación al resto de los Picos de Europa en 1995 pasaría a llamarse parque nacional de los Picos de Europa.
En esta área se encuentra el Macizo Occidental de los Picos de Europa, el macizo más extenso, siendo Peña Santa con 2.596 metros la mayor altitud. En este macizo se sitúan los lagos de Covadonga, nombre que se da al conjunto de los lagos Enol y Ercina.

## Galería

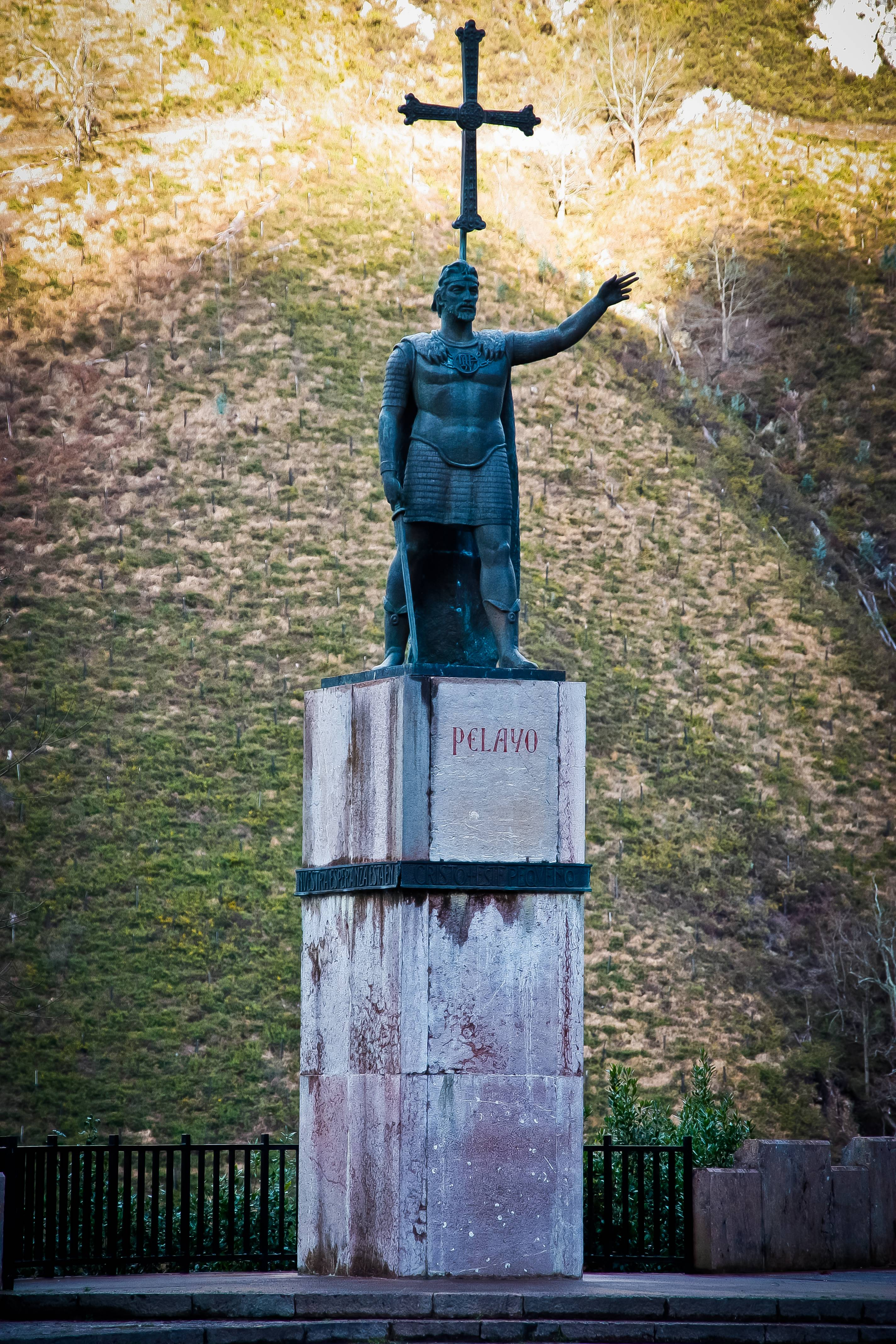
Estatua de Don Pelayo
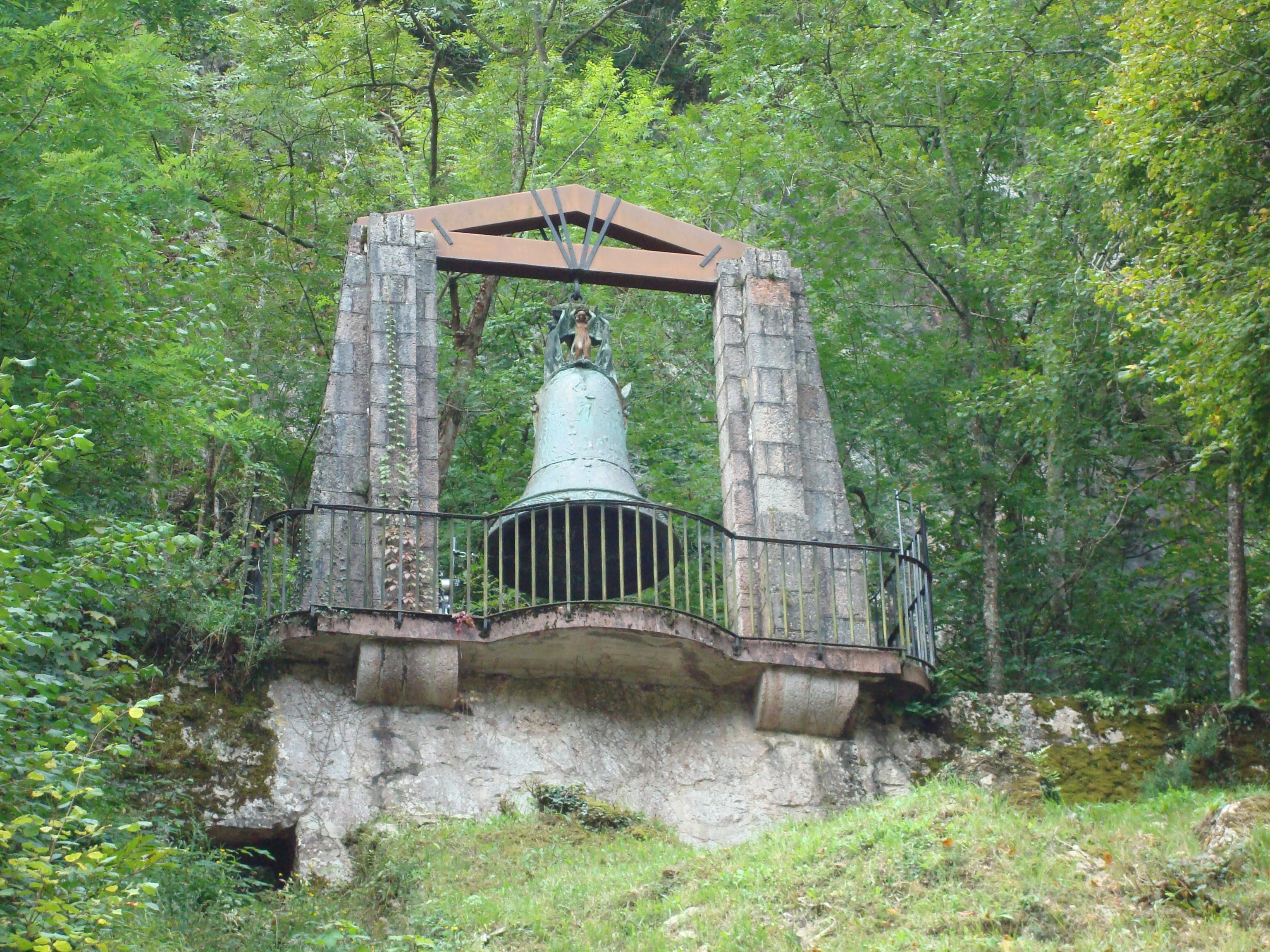
La Campanona
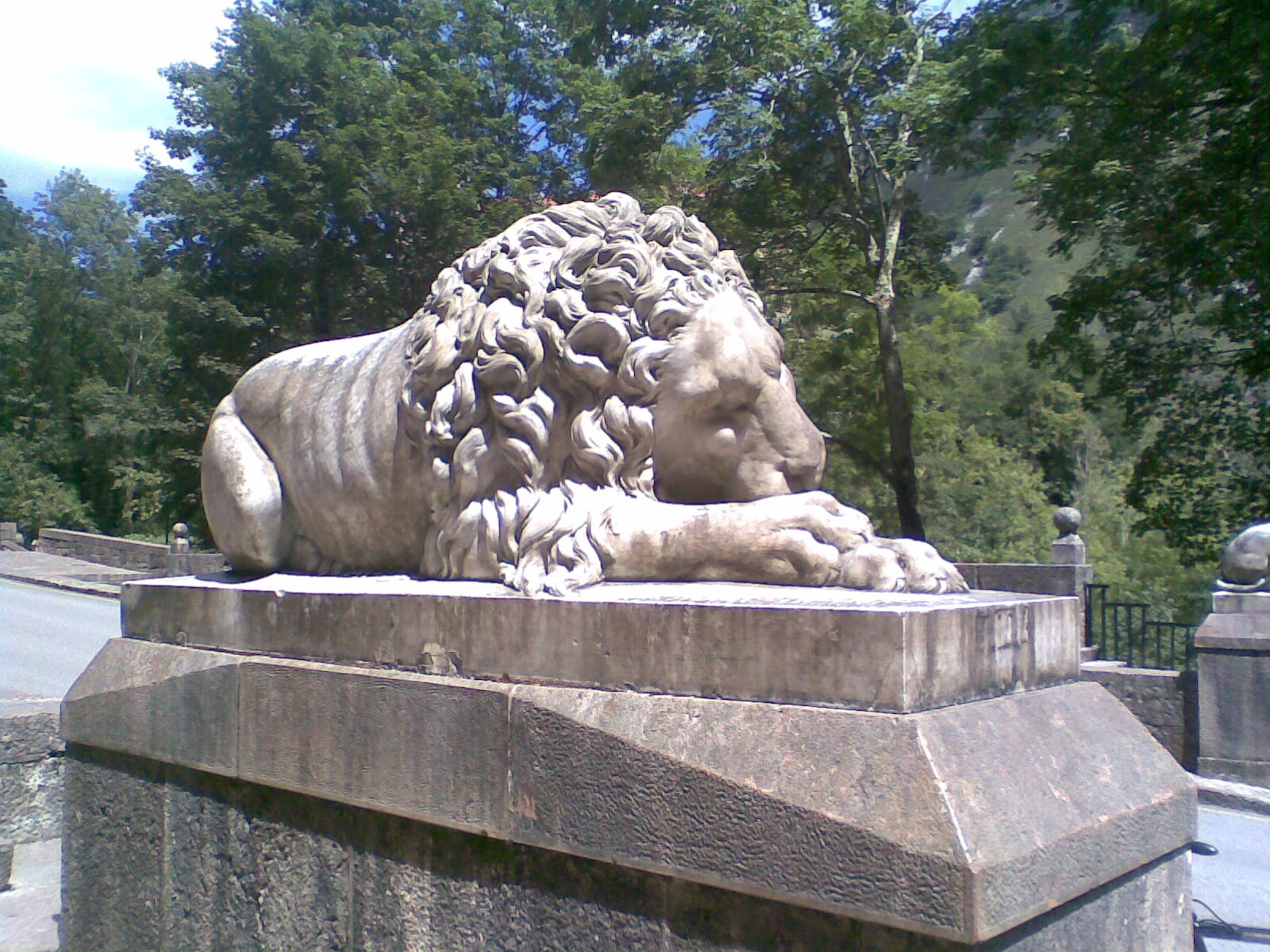
Uno de Los Leones